# Bundesstraße 481
Die Bundesstraße 481 (Abkürzung: B 481) ist eine deutsche Bundesstraße im Norden von Nordrhein-Westfalen nordwestlich von Münster.

## Geschichte
Die Landstraße zwischen Rheine und Mesum wurde im Jahre 1897, der anschließende Streckenabschnitt bis Emsdetten im Jahre 1899 zur Chaussee ausgebaut. Die parallel zur Straße verlaufende Eisenbahnlinie erfüllte bereits einen Großteil der Verkehrsbedürfnisse, so dass ein schnellerer Chausseebau nicht wirtschaftlich gewesen wäre. Die Bundesstraße 481 wurde Anfang der 1960er Jahre eingerichtet, um das Netz der Bundesstraßen zu verbessern. Das Stück von Rheine bis zur Bundesautobahn 30 kam erst einige Jahre später hinzu, ist inzwischen jedoch zur Landesstraße umgewidmet worden.

## Verlauf
Die Bundesstraße 481 beginnt in Rheine an der Bundesstraße 70 und verläuft dann weiter durch das Stadtgebiet in Richtung Süden an Rheine-Mesum vorbei durch Emsdetten. Weiter südlich kreuzt die B 481 die B 219 Ibbenbüren-Münster in Höhe der Ortschaft Greven. Sie endet als Bundesstraße an der Anschlussstelle Greven der A 1 und verläuft ab dort als L 587 weiter.

## Planung
Als nördliche Verlängerung der östlichen Umgehungsstraße von Münster, B 51, ist der Bau eines Teilstückes zwischen der Warendorfer Straße und dem Schifffahrter Damm (Kreuzung zur Sudmühlenstraße) geplant. Die Planfeststellung erfolgte zusammen mit dem 3. Bauabschnitt für den Ausbau der Bundesstraße B 51.